# تپه پشت پشته
تپه پشت پشته؛ نام تپه‌ای باستانی مربوط به هزاره اول پیش از میلاد است و در شهرستان کوهسرخ، ۳ کیلومتری شرق روستای بند قراء واقع شده و این اثر در تاریخ ۲۲ مرداد ۱۳۸۴ با شمارهٔ ثبت ۱۳۱۸۹ به‌عنوان یکی از آثار ملی ایران به ثبت رسیده‌است.

## نگارخانه

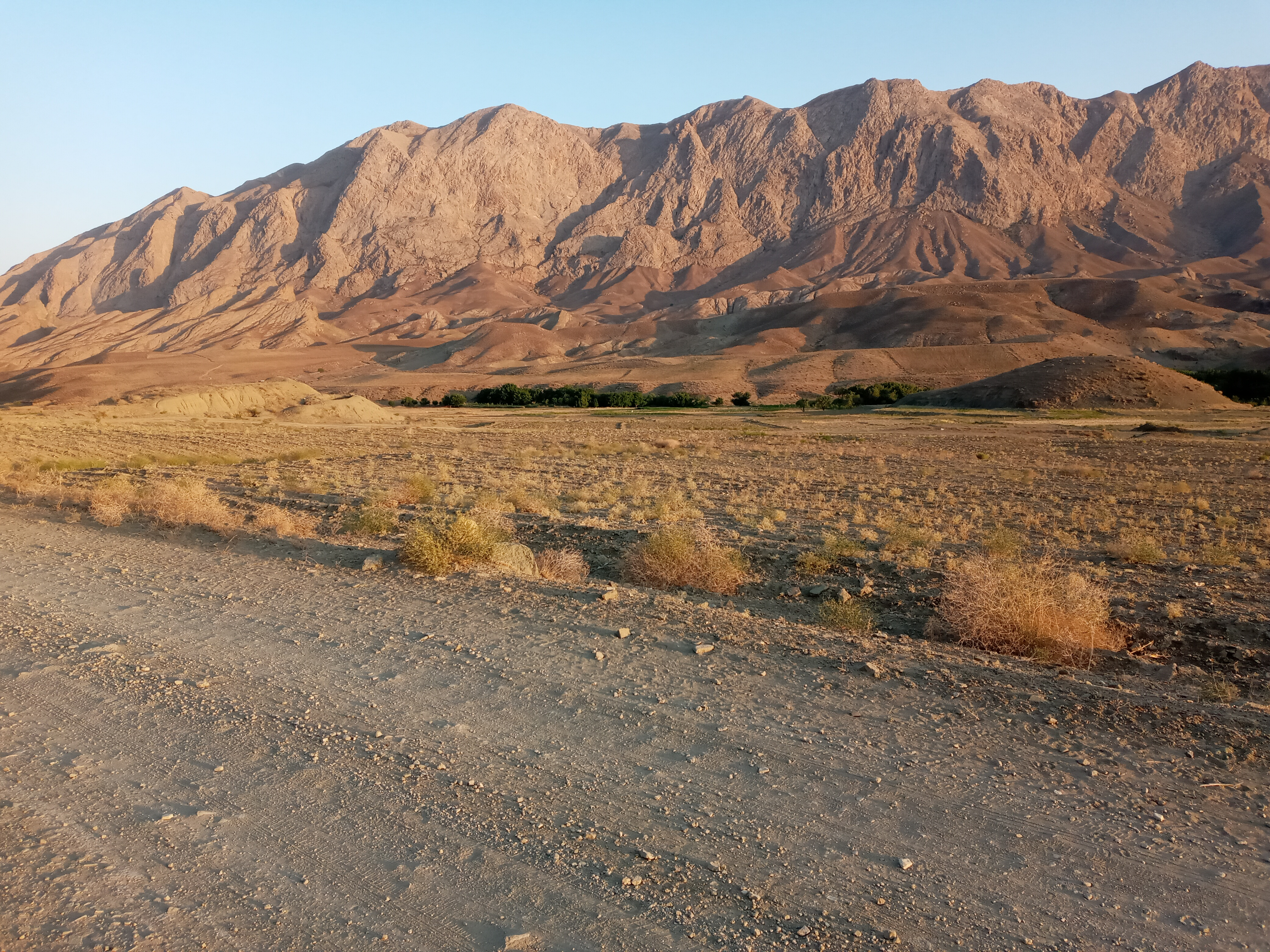
نمایی از تپه پشت پشته
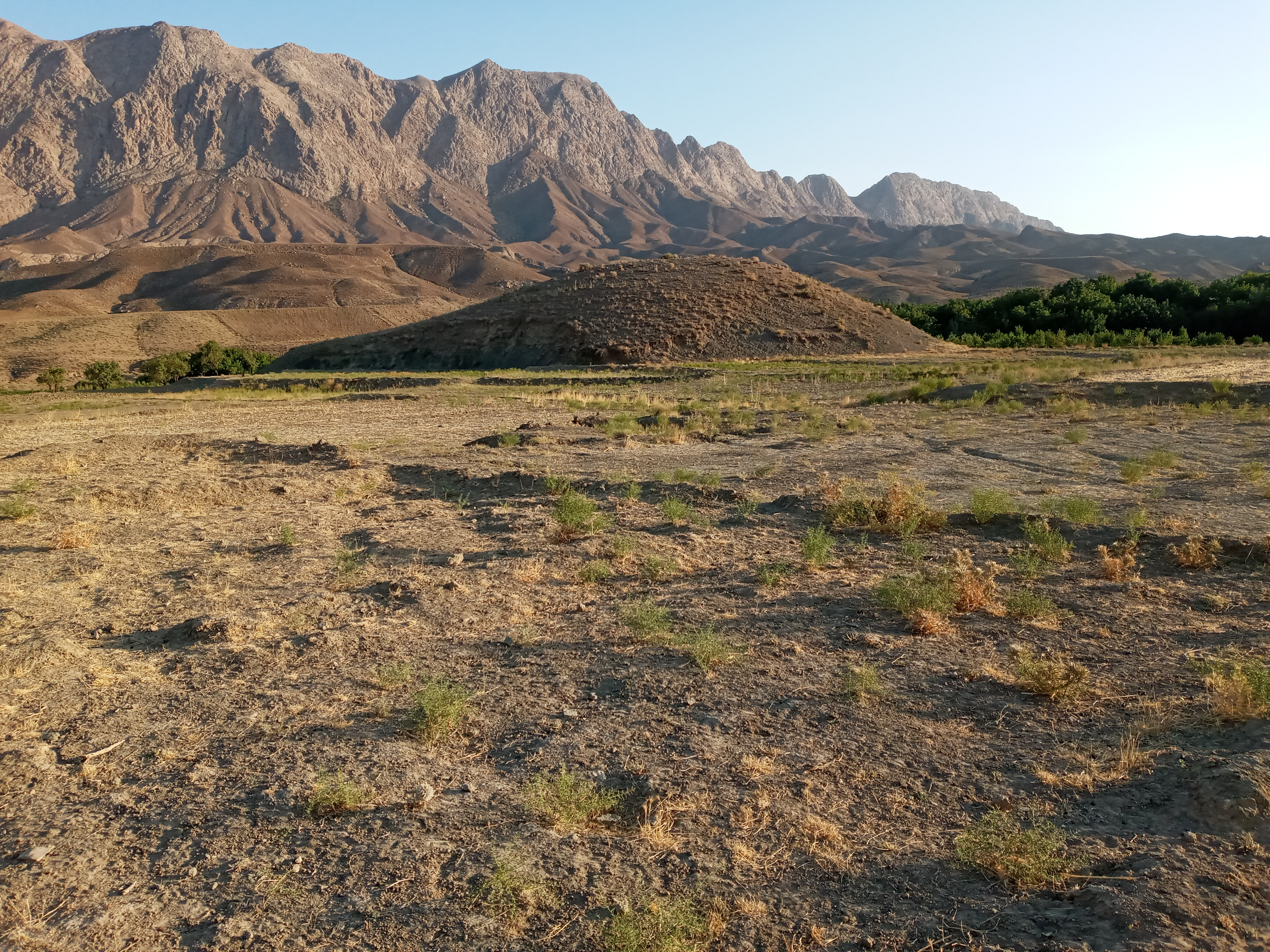
نمایی از تپه پشت پشته
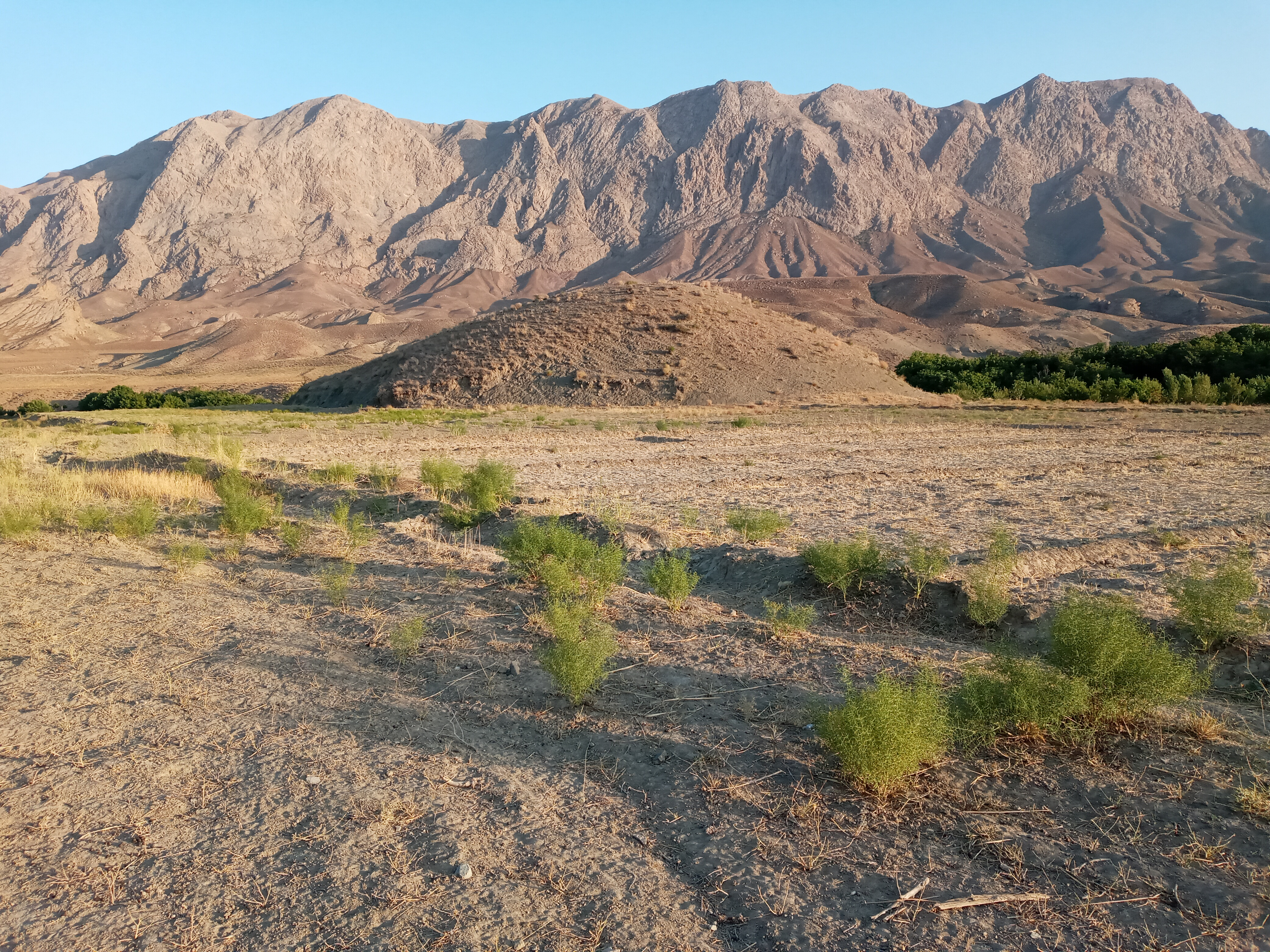
نمایی از تپه پشت پشته
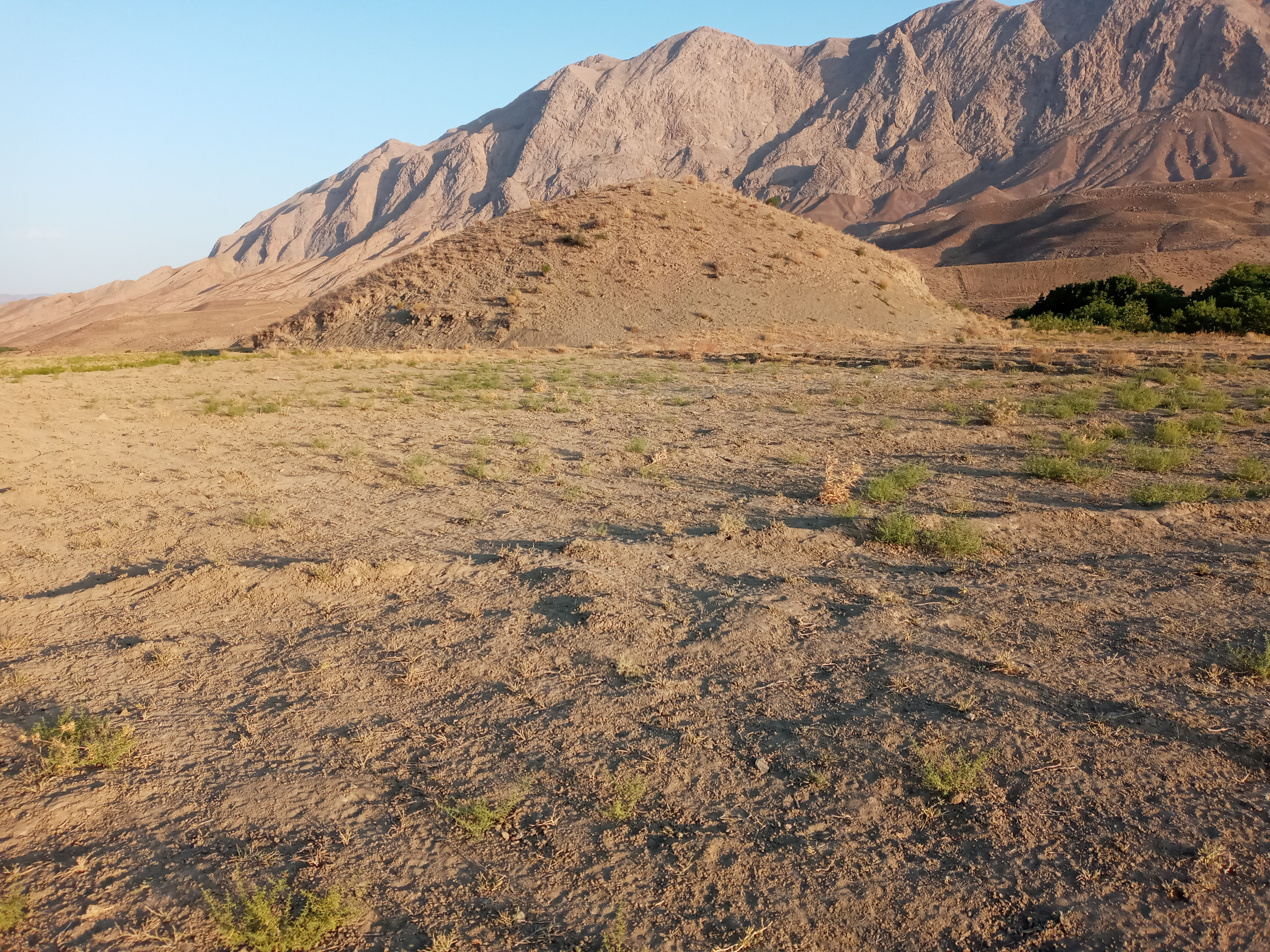
نمایی از تپه پشت پشته
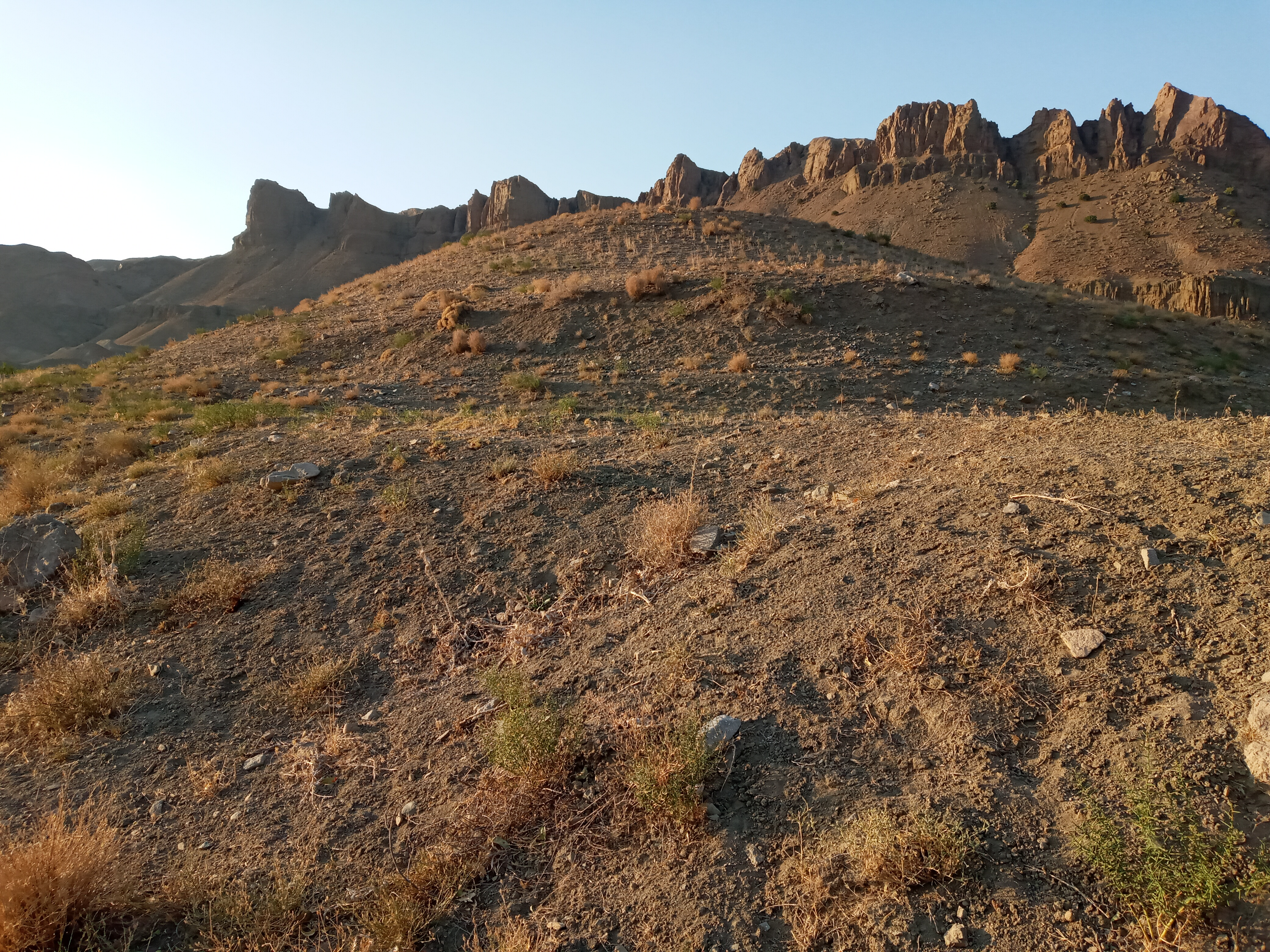
نمایی از تپه پشت پشته
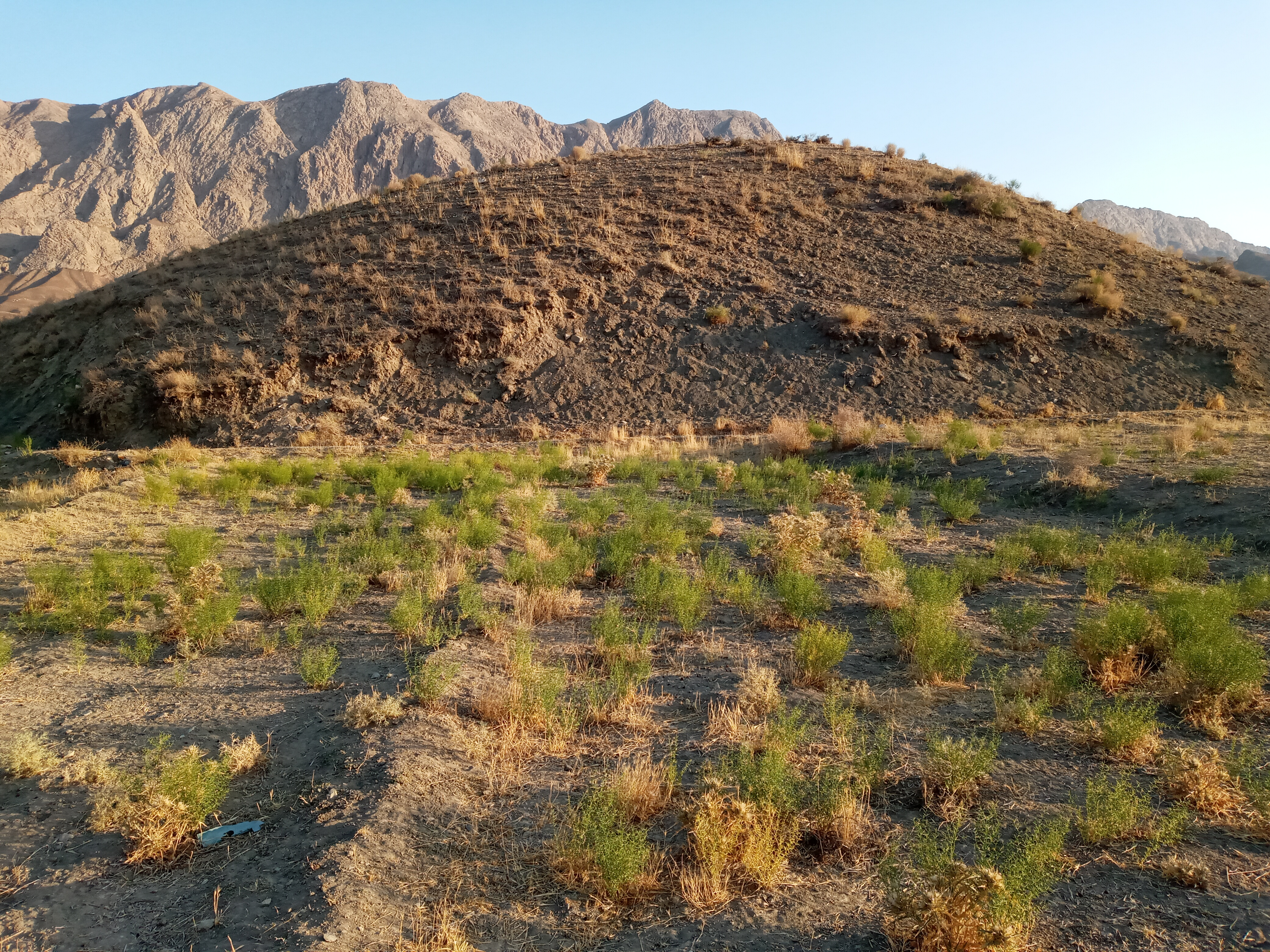
نمایی از تپه پشت پشته
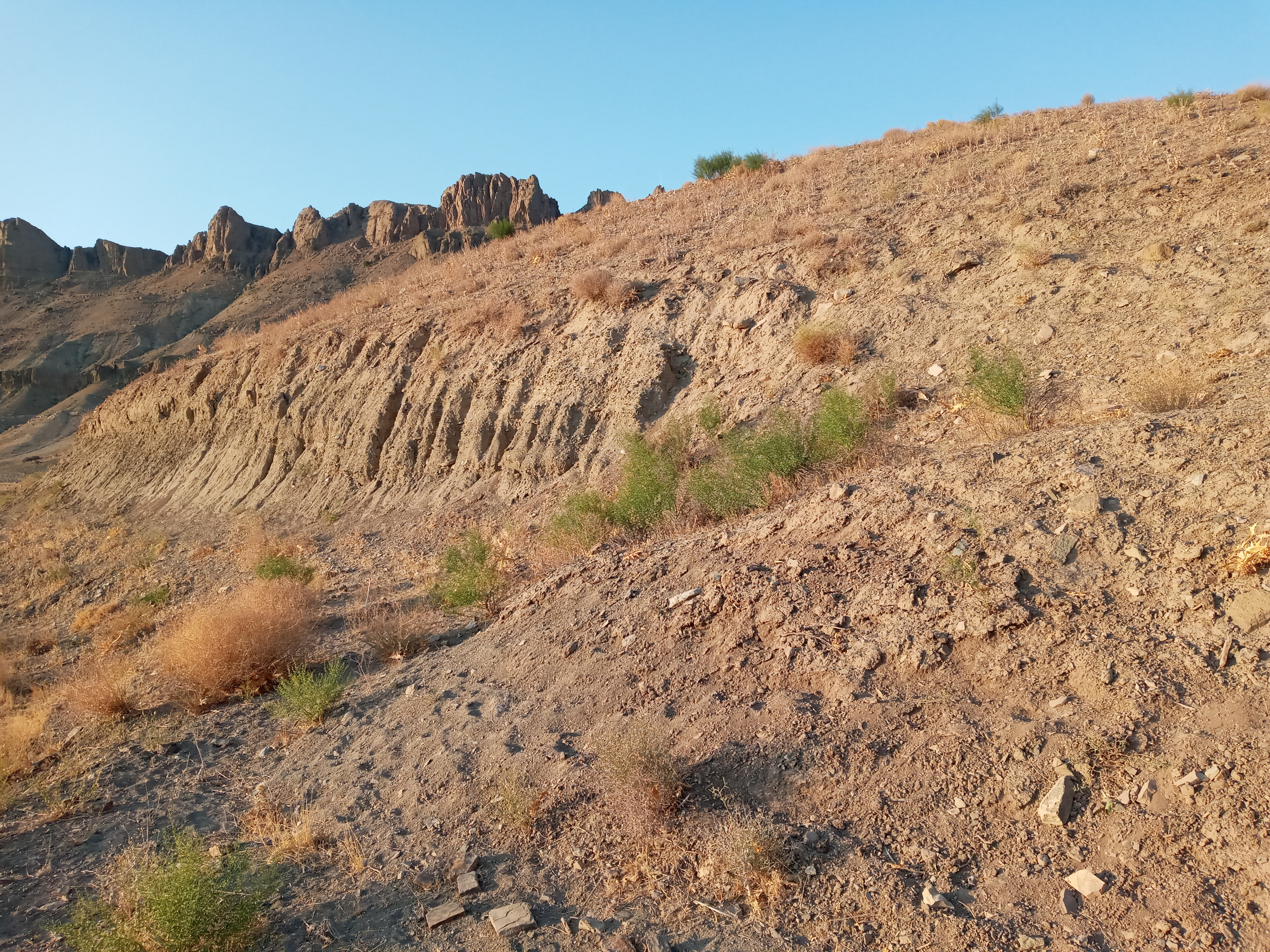
نمایی از تپه پشت پشته
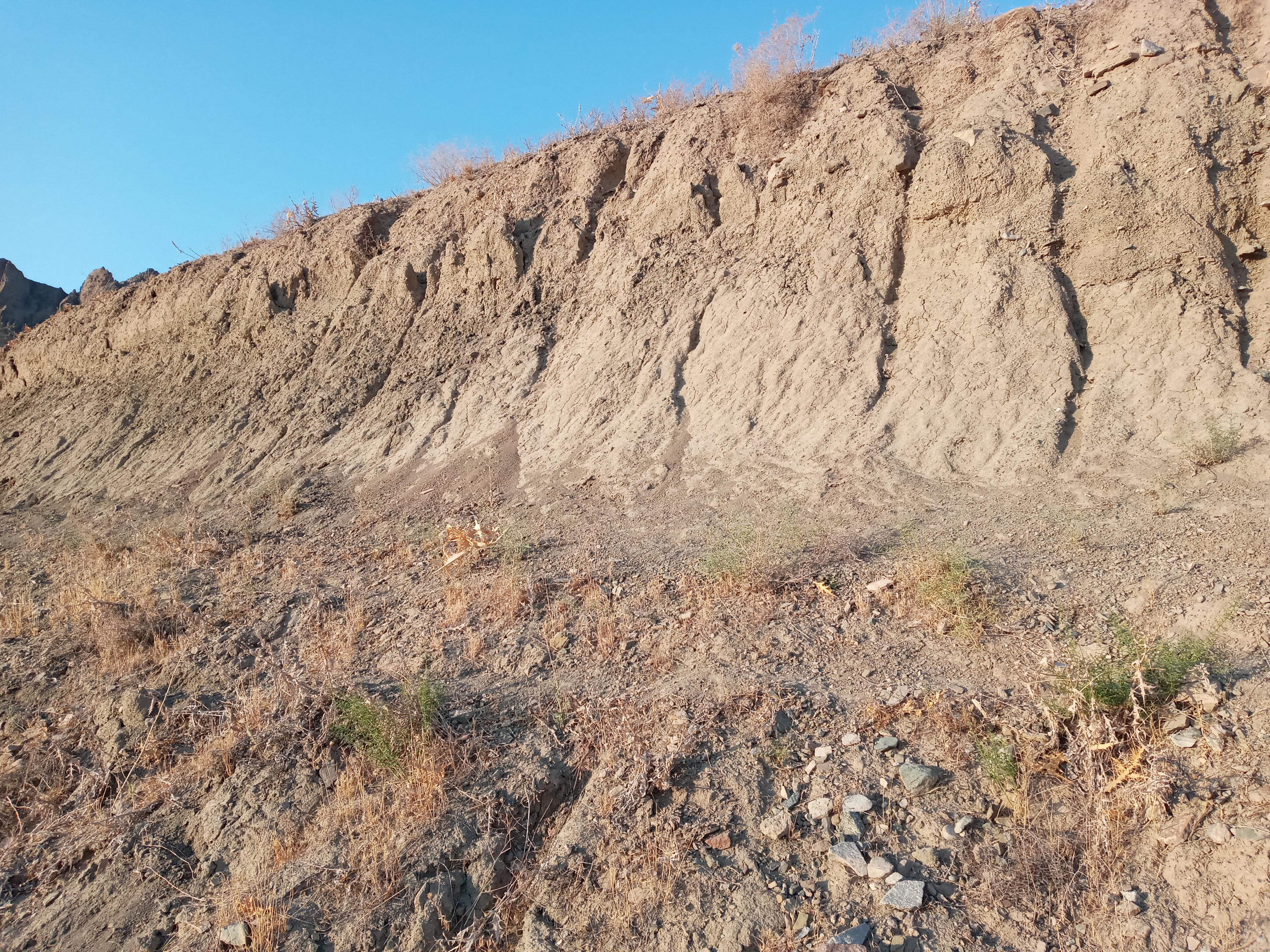
نمایی از تپه پشت پشته